# Школа Абен-Яшара Луцького
Школа Абен-Яшара Луцького — одна з найкращих приватних караїмських шкіл на початку XIX ст., що існувала в Євпаторії. Нею керував відомий караїмський просвітитель Авраам бен-Йосиф Луцький (1792–1855). Його онук, Яків Дуван (1842–1901) — караїмський вчений і педагог, автор першого караїмського катехізису з російським перекладом.

## Особливості
Учнями цієї школи в основному були діти із заможних караїмських родин, однак А. Луцький не відмовляв в прийомі в школу і малозабезпеченим хлопчикам, «якщо помічав у них бажання до навчання і обдарування». Таких вихованців він навчав безоплатно. Згодом, на прохання впливових членів євпаторійської караїмської громади, А. Луцький припинив прийом платних учнів і став готувати майбутніх викладачів богослов'я і давньоєврейської літератури з числа бідних юнаків.
Учні школи «Абен-Яшар» вивчали давньоєврейську мову, Танах, удосконалювалися в богослов'ї, філософії, вивчали твори караїмських авторів середньовіччя.

## Випускники
- Гелел Гелелович (1834—1920) — караїмський благодійник;
- Давид Джигит (1839—1894) — тютюновий фабрикант;
- Ілля Казас (1832—1912) — видатний караїмський просвітитель, педагог і поет;
- Самуїл Крим (1835—1898) — видатний караїмський громадський діяч, педагог;
- Юфуда Савускан (1832—1900) — газзан;
- Юфуда Узун (1836—1893) — газзан;
- Йосип Ісаакович Ерак (1832—1896) — поет і перекладач.

## Викладачі
С. Гумуш, С. Дубинський, А. Єфет, А. Кефели, А. Кокей, М. Кокізи, С. Прик